# 뉘네스선
뉘네스선(스웨덴어: Nynäsbanan)은 스웨덴 스톡홀름 주의 엘브셰 역에서 시작하여 뉘네스함 역까지 운행하는 스웨덴의 철도 노선이다. 스톡홀름 통근 열차 및 화물 열차가 운행한다.

## 역사

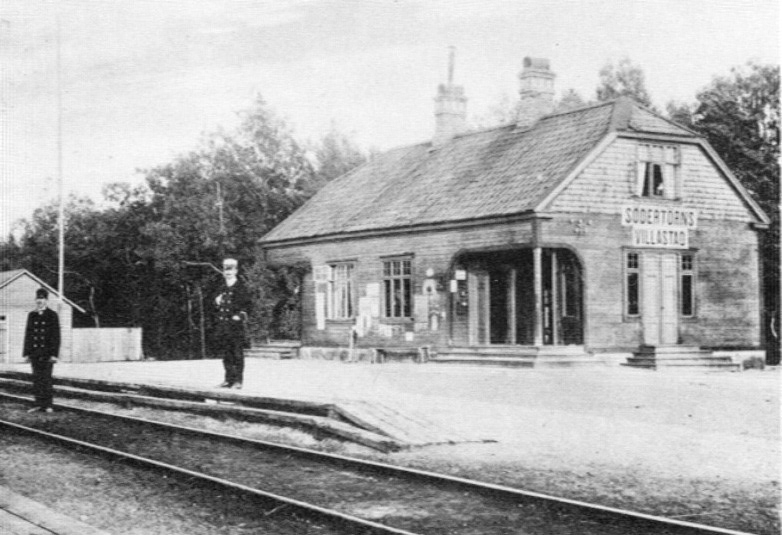
쇠데르퇴른스 빌라스타드 역

뉘네스 선은 스톡홀름-뉘네스 철도(Stockholm-Nynäs Järnvägs AB)의 노선으로 1901년 12월 28일에 개업하였다. 1903년 1월 회사 이름은 Stockholm-Nynäs Förlags- och Trafik AB로 변경되었고, 1905년 10월 1일 Trafik AB Stockholm-Nynäs로 변경되었다. 1932년에는 Stockholm-Nynäs Järnvägs AB로 운영 회사가 변경되었고, 1957년 공영 기업이 되었다. 1968년 스웨덴 철도의 일부로 편입되었다.
1909년 10월 1일부터 스톡홀름 센트랄 역에서 베스트라 스탐바난을 경유하여 이 노선으로 열차가 운행하였다. 1962년 11월 1일 전철화되었고, 1980년 ATC가 설치되었다. 1995년 베스테르하닝에 역까지 복선으로 개통되었다. 베스테르하닝에 역부터 뉘네스함 역까지는 단선 구간이며, 퉁엘스타, 헴포사, 세게르셍, 외스모 역을 경유한다. 매 2km마다 뉘네스함 기점 거리 표지판이 설치되어 있다.
1901년 엘브셰-한덴 운행 시간은 56분이며, 뉘네스함 역까지는 2시간 21분이 걸렸다. 현재 스톡홀름 C-한덴 운행 시간은 25분이며 뉘네스함 역까지는 60분이 걸린다.
1967년 1월 1일 SL이 지역 교통을 담당하였고, 1973년 스톡홀름 주 통근 열차 운행을 맡았다. SJ는 2000년까지 자회사 Citypendeln을 통하여 운행에 참가하였고, 2006년 여름에 Stockholmståg로 운행권이 넘어갔다.
2007-2008년까지 베스테르하닝에 이남의 승강장 연장 공사가 완료되어 뉘네스함 역까지 2편성 중련 열차가 진입할 수 있게 되었다. 또한 그뢴달스비켄 역이 개업하여 기존의 뉘네스 하브스바드 역을 대체하였다. 헴포사 역과 세게르셍 역은 부본선이 설치되어 선로 용량을 증대시켰다.

## 운행

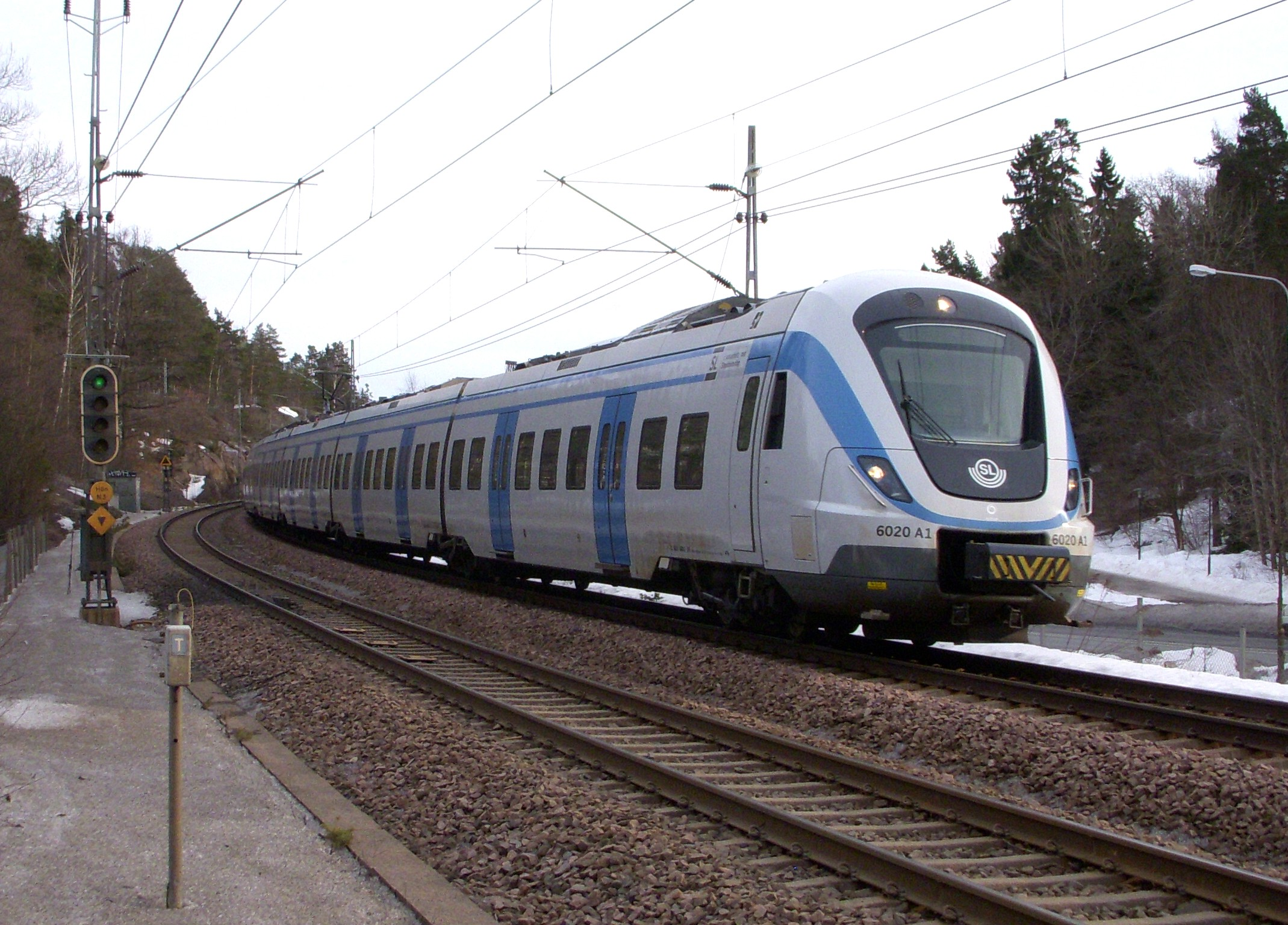
스톡홀름발 뉘네스 선 열차

이 노선은 스톡홀름 통근 열차가 주로 운행하며, 일부 화물 열차가 운행한다. 스톡홀름-베스테르하닝에 간은 주간에는 15분 간격, 야간에는 30분 간격으로 운행하며, 베스테르하닝에-뉘네스함 간은 주간에는 30분 간격, 야간 및 주말에는 1시간 간격으로 운행한다.
2006년 여름부터 베스테르하닝에를 기점으로 운행 계통이 분리되었고, 뉘네스함-스톡홀름 직통 열차는 하루에 2편 운행한다. 새로운 X60 열차의 병결 및 분리 운행 과정에서 생긴 문제로, 이후 기술적인 문제는 해결되었지만 다른 지역에서의 정시성 문제 때문에 여전히 운행 계통은 분리되어 있다.

## 계획
트라피크베르케트에서는 베스테르하닝에-퉁엘스타 구간을 복선화할 계획이 있다. 뉘네스함 지역에 새로운 화물 터미널이 완성되면 뉘네스고르드까지 전 구간을 복선화할 예정도 있다. 하닝에 현에서는 한덴과 스코고스 역 사이에 주거 지구를 개발할 계획이 있으며, 이 지역에 새로운 통근 열차 역을 신설할 계획이 있다.

## 참조
1. ↑  Trafikverket (2010년 6월 11일). “Nynäsbanan”. 2010년 8월 18일에 원본 문서에서 보존된 문서. 2010년 6월 13일에 확인함.
2. ↑  Trafikverket (2007년 Januari월). “Idéstudie: Vega - ny pendeltågsstation på Nynäsbanan” (PDF). 2010년 6월 13일에 확인함. [깨진 링크(과거 내용 찾기)]